# Лі Си
Лі Си (кит.: 李斯, 280 до н. е. —208 до н. е.) — китайський політичний діяч, письменник часів династії Цінь, прихильник легізму.

## Життєпис
Народився у 280 до н. е. у містечку Шанцай царства Чу. Походив з незаможної родини. Деякий час займав дрібні адміністративні посади. Зрештою став учнем Сюнь-цзи. Знаючи, що у царстві Цінь залюбки приймають талановитих людей з інших держав, вирушив туди. Завдяки власному хисту зміг спочатку стати помічником впливового міністра Лю Бувея, а згодом радником лівої сторони володаря Чжен-вана (майбутнього Цінь Шихуанді). Після цього сприяв політиці об'єднання Китаю, зокрема сприяв тому, що царство Ці відмовилося від союзу від держав Янь, Хань, Вей, Чу. Завдяки цьому Чжен-вану вдалося їх захопити поодинці.
Після об'єднання імперії, Лі Си став першим міністром (канцлером). За його ініціативи проведені важливі реформи: територія держави була поділена на повіту, які об'єднувалися у 36 областей (на їх чолі стояв своєрідний тріумвірат з цивільного губернатора, військового очільника та імперського інспектора); проведено стандартизацію китайського шрифту (замінив шрифт «великої печатки» раннього Чжоу на винайдений ним шрифт «малої печатки», який практично в такому ж стані зберігся дотепер); була введена єдина довжина всіх колісниць з віссю; стандартизації мір та ваги; стандартизація валюти (впроваджено лише золоті та бронзові гроші з отвором по середині); стандартизація ширини доріг.
У 213 до н. е. під час бенкету в імператорському палаці між Лі Си, прихильником легізму, та вченим-конфуціанцем спалахнула дискусія стосовно правил управління імперією. У зв'язку з цим Лі Си домігся імператорського декрету, згідно з яким наказувалося знищити історичні записи, окрім тих, що стосувалися династії Цінь, наукові праці, окрім документів Академії знань (заснував Цінь Шихуанді), праць з медицини, сільського господарства, лісівництва. Особливо наполягали на спаленні текстів філософських шкіл, щоб залишилися лише праці легістів. Людей, що обговорювали Шицзин та Шуцзин наказували стратити.
Лі Си зберіг свій вплив на імператора до самої його смерті у 210 до н. е. В цей час євнух Чжао Ґао умовив Лі Си підтримати сина імператора Ху Хая (Ер Шихуанді). Лі Си разом з Чжао Ґао підробили заповіт Цінь Шихуанді, відправивши від імені останнього наказ іншому синові імператора Фу Су та військовику Мен Тяню накласти на себе руки, що вони й зробили.
Зрештою внаслідок інтриг Чжао Ґао у 208 до н. е. страчено й Лі Си. Разом з ним було страчено його рідних.

## Літературна діяльність
Був талановитим письменником, полемістом. Найвідоміші твори Лі Си: «Доповідь про заперечення з приводу вигнання з країни іноземців», «Висічений напис на камені гори Тайшань», «Висічений напис на камені місцевості Лан'я».